# Ravi
El Ravi és un riu de l'Índia i el Pakistan al Panjab. De vegades és anomenat riu de Lahore perquè aquesta ciutat es troba a la riba oriental; a la riba occidental hi ha Shahdara Bagh amb la tomba de Jahangir i la de Nur Jahan. El nom Ravi vol dir «Sol». En el període vèdic és esmentat com Paruṣṇī (Parushni); els autors sànscrits l'anomenen Irāvatī (Iravati). Els grecs l'anomenaren Hydraotes, nom que recull Hadrià.
Neix a les muntanyes de l'Himàlaia al districte de Chamba d'Himachal Pradesh, Índia, i segueix un curs nord-oest per girar després al sud-oest prop de Dalhousie; llavors creua una gorga a la serra de Dhaola Dhar i entra a la plana del Panjab prop de Madhopur i Pathankot. Corre per la frontera indopakistanesa durant uns quilòmetres, i entra al Pakistan on s'uneix al riu Chenab. Té un curs de 725 km de longitud. Les aigües van ser atribuïdes a l'Índia d'acord amb el tractat d'Aigües de l'Indus entre l'Índia i el Pakistan. L'afluent principal és el Degh al que rep per la seva riba nord-oest. Desaigua al Chenab a 30° 31′ N, 71° 00′ E / 30.517°N,71.000°E